# 缺血性壞死
缺血性壞死（英語：Avascular necrosis），又称为骨坏死（英語：osteonecrosis）或骨梗塞（英語：bone infarction），因血液供应中断而造成骨组织壞死。早期可能没有任何症状。关节疼痛会逐渐加剧，之後造成活动能力受限。并发症包括骨骼或附近关节表面的塌陷。
最常见的危险因子是酗酒和使用高剂量类固醇。其他危险因子包括鐮刀型紅血球疾病、全身性紅斑狼瘡、深海潜水、骨折和脫臼。也有可能找不到明显的原因或危險因子。最常受影响的骨骼是股骨。其他相对常见的部位包括上臂骨、膝盖、肩膀和腳踝。通常利用醫學影像诊断，如：放射攝影、 電腦斷層掃瞄或磁共振成像。極少情况，會以活體組織檢查確診。
治疗方法包括药物、減少使用患肢步行、伸展和手术。多数情况，最终需要手术，可能包括髓芯减压、截骨矯正手術、骨移植或关节置换。美国每年约有 15,000 起病例。 好發於30至50岁。男性比女性多。